# Chionaema gabriellae
Chionaema gabriellae là một loài bướm đêm thuộc phân họ Arctiinae, họ Erebidae.